# Пирро дель Бальцо
Пирро (Пьетро) дель Бальцо (итал. Pirro del Balzo, ум. после 1487) — герцог Андрии, граф Монтескальозо  и принц Альтамуры с 1482.
Сын Франсуа II де Бо, герцога Андрии, и Санчи де Кьярамонте.
Унаследовал от матери графство Копертино. Женился на Марии Донате, дочери Габриеле дель Бальцо-Орсини, герцога ди Веноза, погибшего в 1453 при обороне Константинополя. Жена принесла ему богатое приданое, в состав которого входили города Ачерра, Гуардия-Ломбарди, Лачедония, Лавелло, Веноза с титулом герцога, Руво, Карпиньяно, Галатоне, Минервино и др. Альфонс V Арагонский 10 июня 1454 утвердил за ним наследование этих владений.
Во время анжуйско-арагонской войны 1460—1464 Пирро вместе с отцом воевал на стороне короля Ферранте I против дяди своей жены Джованни Антонио дель Бальцо-Орсини, принца Тарентского. Находился вместе с отцом в осажденной Андрии, но сумел из неё уйти до падения города. Взяв Андрию, Джованни Антонио подступил к замку Минервино, причем осада была такой жестокой, что, как говорят, дошло до обстрела комнаты, где лежала его беременная племянница. Пирро с детьми был осажден в Спинаццоле и также вынужден капитулировать. Из плена их освободили только после поражения анжуйцев в битве при Трое (18.08.1462) и заключения мира.
10 августа 1464 Ферранте подарил Пирро город Дженоза в области Отранто, конфискованный у одного из мятежников, около этого времени также передал ему графство Бизаккья.
В 1480—1481 участвовал в борьбе против турок, захвативших Отранто, отличился при взятии цитадели, где его отряд уничтожил 70 турок. 3 ноября 1482 назначен великим коннетаблем и купил у короля за 27 тыс. дукатов землю Альтамура с титулом князя. Ферранте сосватал младшую дочь Пирро Изабеллу за своего сына Франческо, а когда тот умер в 1486, дал её в жены своему третьему сыну Федериго.
В 1485 Пирро, его брат Анджильберто, герцог Нардо, и трое их сыновей примкнули к заговору баронов, недовольных политикой короля Ферранте. Заговорщики связались с папой Иннокентием VIII и Рене II Анжуйским, герцогом Лотарингии, которому собирались передать корону. Потерпев неудачу, неаполитанские аристократы были вынуждены сдаться королю, который, несмотря на обещание, данное римскому папе, расправился с ними.
Пирро занимал двусмысленную позицию: воевал на стороне мятежников и в то же время поддерживал отношения с королём, который, стремясь обеспечить его лояльность, хотел женить его в 1485 на своей внебрачной дочери Лукреции, ранее обещанной герцогу Урбино. В ноябре 1486 он сдался королевским войскам, выдал ключи от замка Веноза, осажденного Альфонсом Калабрийским, и отправился с королём в Неаполь. Был прощен и вернулся обратно в свои владения, но, понимая, что известный своей извращенной жестокостью Ферранте может и передумать, замыслил, вместе с другими, еще остававшимися на свободе заговорщиками, бежать в Рим. Промедлив с принятием окончательного решения, был 4 июля 1487 арестован, так же, как его брат и другие бароны.
Пирро и Анджильберто были заключены в Кастель-Нуово. По сообщению неаполитанского хрониста, 25 декабря 1490 король приказал задушить братьев и бросить тела в море, но когда они были на самом деле убиты, неизвестно.
Все владения его и старшей дочери Изотты Джиневры были конфискованы и переданы принцу Федериго и его жене Изабелле.

## Семья
Жена: Мария Доната дель Бальцо-Орсини (ум. 1481), герцогиня Венозы, дочь Габриеле дель Бальцо-Орсини, герцога ди Веноза, и Джованны Караччоло дель Соле
Дети:
- Федериго (ум. 1483), граф ди Ачерра. Жена (1477): Констанца д'Авалос, дочь Иньиго I д'Авалоса, графа ди Монтеодоризио, и Антонеллы д'Аквино. Умер бездетным
- Изотта (ум. 1530), принцесса д'Альтамура. Муж (1471): Пьетро де Гевара, маркиз дель Васто, граф ди Арьяно, великий сенешаль Неаполитанского королевства
- Антония. Муж: Джанфранческо Гонзага, граф ди Саббионетта (ум. 1498)
- Изабелла дель Бальцо (ум. 1533). Муж (1487): Федериго II, король Неаполя

Бастарды:
- Бертран
- Медея